# Sergio Gómez Reyes
Sergio Gómez Reyes (Barcelona, 1969) es un profesor de historia y político español, alcalde de Marinaleda (Sevilla) desde 2023.  

## Biografía
Licenciado por la Universidad de Sevilla, es técnico superior administrativo formado en negociación colectiva y en prevención de Riesgos Laborales. 
Desde 1990 se desempeña como técnico contable en el departamento de Gerencia en el Instituto Municipal de Innovación. Es alcalde de Marinaleda desde el 17 de junio de 2023, cargo que ocupa tras dimitir Juan Manuel Sánchez Gordillo a causa de un ictus.
Antes de ocupar a alcaldía, fue teniente de alcalde en el Ayuntamiento de Marinaleda.